# Euacidalia oriochares
Euacidalia oriochares är en fjärilsart som beskrevs av Louis Beethoven Prout 1922. Euacidalia oriochares ingår i släktet Euacidalia och familjen mätare. Inga underarter finns listade i Catalogue of Life.